# 香港人權
香港人權主要受《香港特別行政區基本法》及《香港人權法案條例》兩方面保障。當中的《香港人權法案條例》，主要以聯合國人權委員會所監管的《公民權利和政治權利國際公約》為藍本。而公約是根據聯合國的《世界人權宣言》之內有關公民權利及政治權利的部份所製訂。英國於1976年批准公約，在作出若干保留後亦同時延伸適用於香港。但由於國際公約必須經過「內國法化」才能適用於本土，因此要直到1991年6月，香港立法局通過《香港人權法案條例》（簡稱人權法）後，才正式適用於香港。當時人權法具有凌駕性地位：任何香港法例與人權法牴觸，就必須修改。
1997年香港主權移交中國後，《香港特別行政區基本法》適用於香港，當中保障人權的條文大多寫在〈第三章：居民的基本權利和義務〉中。另外，基本法第39條訂明《公民權利和政治權利國際公約》在香港繼續有效。可是2020年，第十三屆全國人民代表大會常務委員會通過《維護國家安全法》（國安法）於香港實施，即使國安法條文與《基本法》或《公民權利和政治權利國際公約》牴觸，法院亦無權司法覆核。

## 法例
《基本法》第39條訂明：「《公民權利和政治權利國際公約》、《經濟、社會與文化權利的國際公約》和國際勞工公約適用於香港的有關規定繼續有效，通過香港特別行政區的法律予以實施。香港居民享有的權利和自由，除依法規定外不得限制，此種限制不得與本條第一款規定抵觸。」。1991年6月，香港立法局通過香港法例第383章《香港人權法案條例》。

## 言論自由

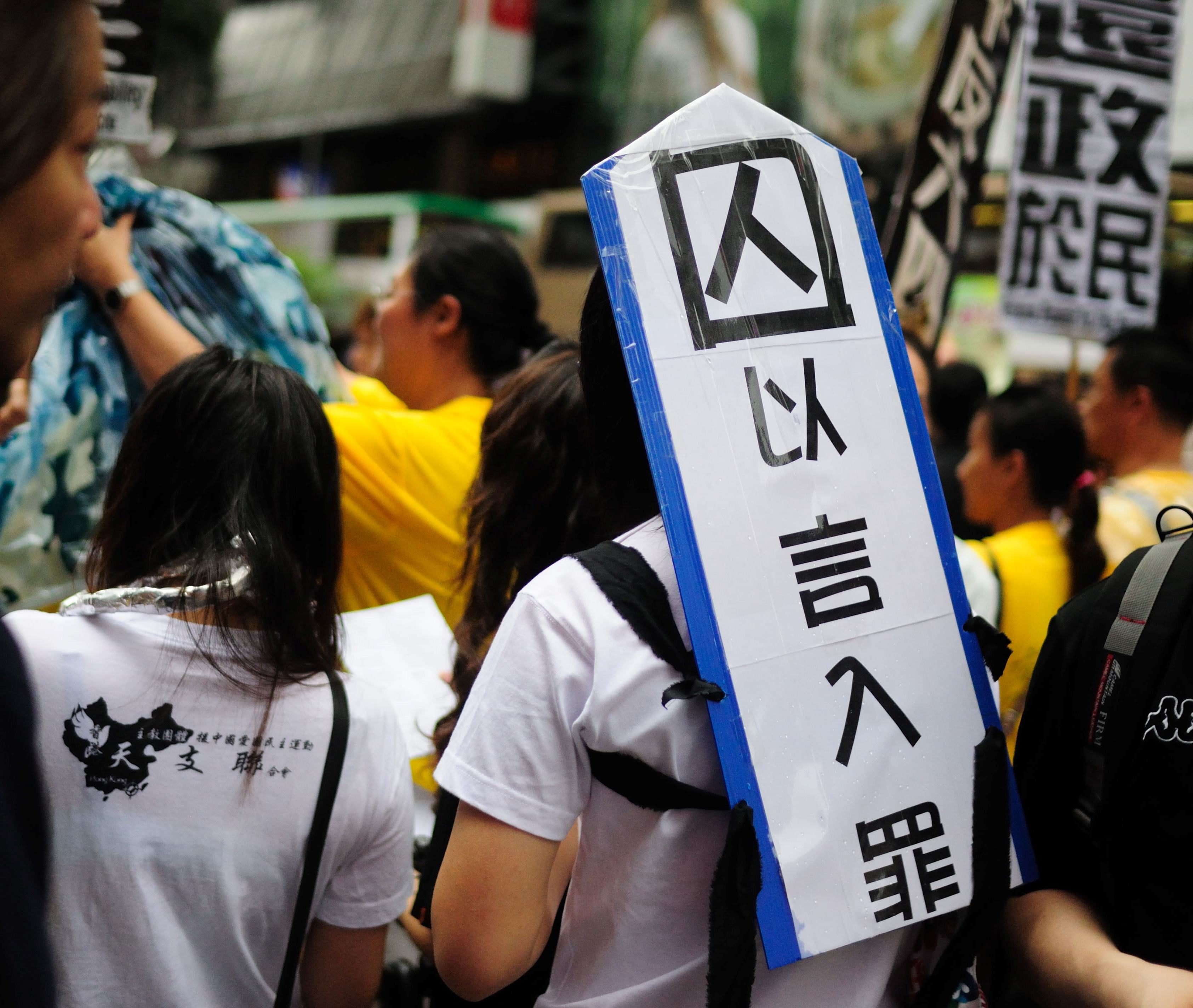
抗議以言入罪的香港人

言論自由是根據《基本法》第27條的第16條人權法案。2022年3月14日，國際特赦組織報告說，總部位於英國的組織香港觀察已受到香港警察部隊國家安全部門的刑事制裁威脅。香港觀察的網站在香港被封鎖。香港政府越來越多地將民間社會組織的工作定為犯罪，指責建立國際夥伴關係或從事和平國際活動的團體。

## 人身自由
香港居民的人身自由是受到法例所保障的，《基本法》第28條規定「香港居民的人身自由不受侵犯」，其內涵包括﹕「香港居民不受任意或非法逮捕、拘留、監禁。禁止任意或非法搜查居民的身體、剝奪或限制居民的人身自由。禁止對居民施行酷刑、任意或非法剝奪居民的生命。」《香港人權法案條例》第5條也訂明「人人有權享有身體自由及人身安全，任何人不得無理予以逮捕或拘禁」。

## 集會自由
2010年5月30日，香港支聯會在沒有許可證的情況下在時代廣場展出了民主女神像的複製品，以紀念1989年天安門廣場抗議活動。它被警察沒收，在衝突後兩名高級成員因妨礙警察而被捕。
2018年，民間人權陣線連續第二年未能租用維園足球場作為七一遊行起點。2019年反修例運動爆發後，香港警方先後用反對通知書禁止民陣是數場遊行。2020年6月4日，港府以疫情為理由禁止支聯會在維園舉行燭光晚會。

## 結社自由
2018年7月17日，香港民族黨召集人陳浩天收到香港警察上門送上的通知書，指民族黨煽動顛覆，建議保安局局長行使《社團條例》第8條的權力，擬基於國家安全而禁止該黨運作，又表示陳浩天可以在21天內遞交書面抗辯。文件附件長達700頁，載有警方過往秘密及公開監控該黨領袖的詳細記錄，作為支持禁制的證據。有意見批評是結社自由被打壓。

## 新聞自由
近年，香港的新聞自由程度被指已經淪落至中度自由地區，還較某些東歐巴爾幹半島國家更差。2017年，無國界記者所發布的全球新聞自由指數中，香港的新聞自由指數在180個國家和地區中排名第73位。
2019年無國界記者「新聞自由指數」裏，香港在180個國家或地區排名中名列73名。報告形容香港主流傳媒「早已迅速遵守北京的命令」，其中香港外國記者會副主席馬凱因舉辦「北京不喜歡的活動」而被拒續發工作簽證及《逃犯條例》修訂都受關注，亦對媒體工作造成很大威脅。
2020年8月10日，香港警務處國家安全處以涉嫌違反《港區國安法》的「勾結外國勢力」的罪名拘捕壹傳媒創辦人黎智英，次子黎耀恩以及部份壹傳媒高層。到上午10時，近200名藍帽子警員及探員到達將軍澳蘋果日報大樓進行搜查，《蘋果日報》總編輯羅偉光向警方要求出示搜查令，但警員未有理會。警員在大樓外拉起封鎖線。而蘋果行政部通知員工，因辦公室出現突發狀況，呼籲員工暫不要上班。。
2020年9月22日，香港警察公共關係科去信香港記者協會、香港新聞行政人員協會、香港新聞工作者聯會和香港攝影記者協會四個新聞工作者協會，指將修改《警察通例》中對「傳媒代表」的定義，不再承認香港記者協會和攝影記者協會的會員證，改為僅限已登記政府新聞處的傳媒機構，和國際認可、知名的傳媒機構發出的認可證明文件，亦表示將來網媒和學生記者可能被認定爲「非法採訪」。警察公共關係科總警司郭嘉銓信中指，這是「尊重新聞自由」，又指「有自稱記者的人混入人群，涉嫌妨礙警方工作，增加執法難度」，希望協助「正常採訪」的記者工作。其後，包括香港記者協會、香港攝影記者協會、明報職工協會等多間傳媒工會發表聯合聲明，聲明指「傳媒代表」定義相關指引實施了多年，批評警方在未作任何諮詢的情況下，單方面作出重大修訂，等同實施官方發牌制度，嚴重影響新聞自由及採訪自由。

## 警察問責
投訴警察的處理事務由香港警務處投訴及內部調查科負責，自2019年香港反送中運動爆發以來，部分香港警察在處理涉及示威遊行的事件中，被質疑未有謹守政治中立的原則，甚至被指協助香港政府以暴力濫用警權的方式對待和平表達意見的示威人士的事件。對於一般遊行示威採取強硬態度，警隊多次被指涉嫌為香港政府執行中國共產黨和中國中央政府委派的政治任務。而在執法及投訴的處理上，被指偏袒親共組織及親政府人士等，但對不同意政府立場的和平集會人士，就以暴力驅散及濫用法律程序檢控，而對求助及投訴的人士加以留難。
反修例運動期間的2019年8月31日晚，多名防暴警員及特別戰術小隊成員（速龍小隊）衝入九龍旺角太子站往中環的月台及列車，以警棍及胡椒噴霧等武器無差別襲擊車廂內無辜的乘客。襲擊事件後車廂及月台一片狼藉，多人頭破血流，傷者中包括部分小孩及坐輪椅的傷殘人士。
警方否認是「進站打人」，聲稱只是使用「適當武力」。

## 司法覆核
基本法第11條訂明：「根據中華人民共和國憲法第三十一條，香港特別行政區的制度和政策，包括社會、經濟制度，有關保障居民的基本權利和自由的制度，行政管理、立法和司法方面的制度，以及有關政策，均以本法的規定為依據。香港特別行政區立法機關制定的任何法律，均不得同本法相抵觸。」。

## 無罪推定
人權法案規定，任何人被控刑事罪行有權要被推定為無罪，直到依法被證明有罪為止。這個假設在普通法中被很好地设立。著名案件Woolmington v DPP制定了基本的刑法原則，如果在案件結束時和整個案件中，有一個合理的疑問，在被告是否犯有刑事罪行的問題中，控方並沒有提出，被告有權獲得無罪釋放。

## 反歧視
港府在1996年根據香港法例第480章《性別歧視條例》成立獨立法定機構平等機會委員會，以監察反歧視條例的實施情況。負責執行《性別歧視條例》、《殘疾歧視條例》、《家庭崗位歧視條例》及《種族歧視條例》四條歧視條例。致力消除基於性別、婚姻狀況、懷孕、殘疾、家庭崗位及種族而產生的歧視。現行香港有四條反歧視法例，《性別歧視條例》（第 480 章）《殘疾歧視條例》（第 487 章）《家庭崗位歧視條例 》（第 527 章）《種族歧視條例》（第 602 章），以推助社會平等機會。1998年，政制及內地事務局和民政事務處制訂消除性傾向歧視僱傭實務守則

## 人權教育
香港紅十字會舉辦多個倡導普世人道精神的活動，如「中學生最關心的人道新聞選舉」、「戰火人間」模擬戰爭體驗活動及「紅手日」關注童兵活動等；亦與香港電台合辦「香港人道年獎」，表揚社會上發揮人道精神的人士，同時藉著得獎者身體力行的經歷，鼓勵更多人投身人道工作；並與紅十字國際委員會合辦紅十字國際人道法模擬法庭，讓法律學生參與，提升學生關注國際人道議題，加強他們認識國際人道法，並從多角度探索人道法則的實際應用。

## 組織
國際組織
- 聯合國人權理事會

政府
- 人權事務委員
- 平等機會委員會
- 政制及內地事務局
- 民政事務處
- 香港投訴警方獨立監察委員會

非政府組織
- 民權觀察
- 香港人權監察
- 國際特赦組織香港分會
- 人權觀察

福利組織
- 香港小童群益會
- 香港紅十字會
- 保良局
- 東華三院

### 引用
1. ↑  .   [2021-09-10]. （原始内容存档于2021-09-10）. （页面存档备份，存于）
2. ↑  . Amnesty International.   [14 March 2022]. （原始内容存档于2022-06-27）. （页面存档备份，存于）
3. ↑  人身自由 freedom of person[] 《明報》 2011年9月12日]
4. ↑  Beatrice Siu. . The Standard. 31 May 2010  [30 May 2010]. （原始内容存档于29 June 2011）. （页面存档备份，存于）
5. ↑  .   [2018-05-13] （英语）.
6. ↑  .   [2018-05-12].[]
7. ↑  . 明報. 2017-04-26  [2018-01-21]. （原始内容存档于2018-01-22）. （页面存档备份，存于）
8. ↑  . 明報. 2019-04-19  [2019-04-19]. （原始内容存档于2022-01-02）. （页面存档备份，存于）
9. ↑  . 蘋果日報. 2020-08-10  [2020-08-10]. （原始内容存档于2020-08-09）. （页面存档备份，存于）
10. ↑  . BBC. 2020-08-10  [2020-08-10]. （原始内容存档于2020-08-10）. （页面存档备份，存于）
11. ↑  . 立場新聞. 2020-09-22  [2020-09-24]. （原始内容存档于2021-04-18）. （页面存档备份，存于）
12. ↑  . 立場新聞. 2020-09-22  [2020-09-24]. （原始内容存档于2021-04-18）. （页面存档备份，存于）
13. ↑  .   [2021-04-14]. （原始内容存档于2018-05-07）. （页面存档备份，存于）
14. ↑  . 香港經濟日報. 2019-09-02. （原始内容存档于2019-09-02）. （页面存档备份，存于）
15. ↑  . ETtoday新聞雲.   [2019-09-03]. （原始内容存档于2019-09-03）. （页面存档备份，存于）
16. ↑  .   [2019-09-01]. （原始内容存档于2019-09-01）. （页面存档备份，存于）
17. ↑  概述香港現行之反歧視法例 （页面存档备份，存于） 社區法網
18. ↑  . www.cmab.gov.hk.   [2018-05-12]. （原始内容存档于2018-05-16） （契维语）. （页面存档备份，存于）
19. ↑  . web.redcross.org.hk.   [2018-05-10]. （原始内容存档于2018-05-10）. （页面存档备份，存于）
20. ↑  . www.redcross.org.hk.   [2018-05-10]. （原始内容存档于2018-06-14）. （页面存档备份，存于）